# Найт (бухта)
Найт (англ. Knight Inlet) — одна из крупнейших бухт на побережье Британской Колумбии и самая крупная бухта в южной части побережья. Пятая по размеру морская бухта к северу от 49-й параллели от Ванкувера. Крупнейшая из бухт, входящих в пролив Королевы Шарлотты. Расположена у поселения Мамалилакулла, к востоку от острова Малколм и рыбацкого городка Порт-Макнил на острове Ванкувер и к северу от входа в пролив Джонстоун.
Бухта Найт — одна из самых длинных на побережье Британской Колумбии. Имеет протяжённость 125 км в длину при средней ширине в 2,5 км. Во время смены прилива и отлива, на входе в бухту наблюдается сильное бурное течение, вызванное ветрами из Внутренней Британской Колумбии. Это течение представляет опасность для небольших кораблей в проливе Королевы Шарлотты. В бухту впадает река Клинаклини, которая течёт с западного склона плато Чилкотин, и массивный ледник Клинаклини, один из двух основных восточных «языков» ледяного поля Ха-Ильцук — одного из крупнейших ледников на юге Берегового хребта, где находится вулканическая чаша Силвертроунская кальдера.